# بیانکا کرونلوف
بیانکا کرونلوف (انگلیسی: Bianca Kronlöf؛ زادهٔ ۳۰ مارس ۱۹۸۵) هنرپیشه، و فیلم‌نامه‌نویس اهل سوئد است.